# Ronald Mallett
Ronald Mallett (Roaring Spring, 3 marzo 1945) è un astrofisico statunitense.

## Biografia
Mallett nacque a Roaring Spring, in Pennsylvania, il 3 marzo 1945 e visse nel Bronx, New York City. Quando aveva 10 anni, suo padre Boyd Mallett morì per un infarto. Ispirato dal romanzo di Herbert George Wells La macchina del tempo, Mallett decise che avrebbe trovato il modo di viaggiare indietro nel tempo per salvare suo padre. Questa idea è diventata un'ossessione per tutta la sua vita. Suo fratello è l'artista Keith Mallett.
Nel 1973, ha conseguito il dottorato di ricerca dalla Penn State University. Nello stesso anno è stato premiato per l'eccellenza nell'insegnamento (Graduate Assistant Award for Excellence in Teaching).
Nel 1975, è stato nominato Assistente Professore presso l'Università del Connecticut. I suoi interessi di ricerca riguardano la relatività generale, la gravità quantistica, e i viaggi nel tempo. 
Nel 1980 è stato promosso a Professore Associato e nel 1987 è diventato professore ordinario. Ha ottenuto due borse di studio e varie altri riconoscimenti. 
Nel 2007, nell'episodio 324 di This American Life, si è parlato dello scopo della sua vita, spesa a creare la macchina del tempo.
Attualmente è membro sia della American Physical Society, sia della National Society of Black Physicists.

## Progetto Macchina del Tempo
Ronald Mallett ha lavorato a lungo su progetti per una macchina del tempo. Questa tecnologia si dovrebbe basare sulle proprietà di un anello laser in accordo con le teorie relativistiche di Einstein. Mallett per primo ha sostenuto che l'anello laser produrrebbe una quantità limitata di frame-dragging (spostamenti laterali) che potrebbe essere misurata sperimentalmente.
Nella Teoria generale relativistica di Einstein, materia e energia possono entrambe creare un campo gravitazionale. Ciò significa che l'energia di un fascio di luce può produrre un campo gravitazionale. Le ricerche di Mallett considerano che i campi gravitazionali siano essi deboli o forti sono prodotti da un singolo coerente e continuo flusso circolare di luce. In un debole campo gravitazionale un neutrone al centro dell'anello laser manifesta il fenomeno frame-dragging o trascinamento dei sistemi di riferimento inerziale. Mallet deduce che con un'energia sufficiente la circolazione laser potrebbe produrre non solo un frame-dragging, ma anche una curva spaziotemporale chiusa di tipo tempo, che permetterebbe di viaggiare nel passato. Lo scienziato afferma che, poiché la luce condiziona il campo gravitazionale che a sua volta condiziona lo spazio-tempo, anche la luce può interagire con lo spazio-tempo.
Mallet ha trovato soluzioni esatte delle equazioni di Einstein per il campo gravitazionale esterno ed interno di un cilindro di luce rotante. Il campo gravitazionale esterno sembra contenere linee del tempo chiuse. La presenza di linee chiuse del tempo indica la possibilità di viaggiare nel passato. Ciò crea le fondamenta per una macchina del tempo basata su un cilindro di luce rotante.
Mallet ha anche scritto un libro intitolato Time Traveler: A Scientist's Personal Mission to Make Time Travel a Reality, scritto insieme a Bruce B. Henderson, pubblicato nel 2006. Nel 2008 la società di produzione di Spike Lee ha annunciato l'acquisizione dei diritti cinematografici sul suo libro e intende essere co-sceneggiatore e regista di Time Traveler, adattamento cinematografico delle memorie di Ronald Mallett.